# Johann Friedrich Naumann
Johann Friedrich Naumann (14 de Fevereiro de 1780 – 15 de Agosto de 1857) foi um cientista e editor alemão. É considerado como o fundador da ornitologia científica na Europa. Publicou História Natural das Aves da Alemanha (1820-1844) e Os Ovos das Aves da Alemanha (1818-1828).
O peneireiro-das-torres - Falco naumanni foi nomeado em sua honra.